# 安诺斯·彼得森
安诺斯·彼得森（丹麥語：Anders Petersen，1899年12月16日—1966年4月28日），生于哥本哈根，丹麦男子拳击运动员。他曾代表丹麦参加1920年夏季奥林匹克运动会拳击比赛，获得男子112磅级银牌。